# Jenynsia maculata
Jenynsia maculata és una espècie de peix pertanyent a la família dels anablèpids.

## Descripció
- Pot arribar a fer 7,3 cm de llargària màxima.[2][3]

## Hàbitat
És un peix d'aigua dolça, bentopelàgic i de clima temperat.

## Distribució geogràfica
Es troba a Sud-amèrica: riu Caichaqui (conca del riu Salado a l'Argentina).

## Observacions
És inofensiu per als humans.